# أولاد زيان (أولاد سيدي بلكاسم)
أولاد زيان هو دُوَّار يقع بجماعة السڭامنة، إقليم سطات، جهة الدار البيضاء سطات في المملكة المغربية. ينتمي الدوّار لمشيخة أولاد سيدي بلكاسم التي تضم 4 دواوير. يقدر عدد سكانه بـ 414 نسمة حسب الإحصاء الرسمي للسكان والسكنى لسنة 2004م.

## روابط خارجية
- البوابة الوطنية للجماعات الترابية
- المندوبية السامية للتخطيط